# 沈嫄璋
沈嫄璋（1916年1月25日—1966年8月16日），化名林小書，人稱沈大姊，浙江吳興人，女記者，臺灣白色恐怖時期因為捲入調查局鬥爭，在牢中被施刑致死。

## 生平

### 記者生涯
沈嫄璋生於1916年1月25日，福建師範畢業，1937年與姚勇來結婚，雙雙踏入新聞界。生有三女，一女姚小璋曾作演員。夫妻在抗戰時期為福建《中央日報》的同事，並與《大公報》女記者楊剛之兄楊潮常有往來，後來楊潮被發現是中國共產黨員被逮，夫妻也遭牽連下獄，獲釋條件是為調查局的蔣海溶處長工作。夫妻和蔣海溶、李世傑副處長都是同鄉好友。
1945年6月11日，沈嫄璋以《中央日報》社代表身分，出席「福建省暨永安各界舉行臺灣淪陷50週年紀念大會籌備會」。
沈嫄璋與姚勇來赴台後，她先在《和平日報》工作，二二八事件後，經由《台灣新生報》副總編輯周自如介紹，一起去《台灣新生報》任職。當時該報因二二八事件發生一波大整肅，總經理阮朝日、總編輯吳金鍊、台中分社記者陳安南、嘉義分社主任蘇憲章、高雄分社主任邱金山、高雄印刷廠長林界等臺灣籍職員都被處決，因而安插外省人。沈嫄璋當記者，丈夫當編輯。
沈嫄璋來台主要採訪為〈陳長官談縣政〉之類的省政新聞，也發表〈新中國劇社的成長〉、〈人類文化的里程碑〉一類的文藝新聞。她以採訪蔣宋美齡和婦聯會新聞出名，新聞界稱「沈大姊」。在1950年，她與丈夫揭穿當年轟動一時、號稱是台灣版《羅密歐與茱麗葉》的本省籍女子陳素卿被自殺案件。

### 整肅受刑
臺灣白色恐怖時期，國民黨政府鉗制言論自由，對台灣媒體進行大規模肅清，多有記者被殺與被關。學者陳順孝分析當時臺灣記者自處之道約有五種模式：一是主動為黨國服務的「效命型」，代表者為劉毅夫；二是被動服從黨國指示的「順服型」，代表者為沈嫄璋；三是暫時避開政治風暴轉跑其他新聞的「轉進型」，代表者為趙慕嵩；四是對新聞管制陽奉陰違的「陰違型」，代表者為顏文閂；五是公然挑戰新聞管制的「對抗型」，代表者為陳婉真。
沈嫄璋在一個叫做「青雲小組」的文教工作調查單位，化名「林小書」，經常蒐集一些臺灣省政有關的資料，調查局第一處前後三任處長都很欣賞她，經常與她接觸。
1950年代臺灣後期，特務單位針對1933年的閩變大舉抓福建人，《新生報》有很多福建幫，因此成為標靶，此舉揭開《新生報》第二波大整肅的序幕，受難者都是外省人。
當時有匪諜嫌疑的《新生報》報社人員可以向《新生報》安全室主任金賡自首，但金賡壓住不往上報，直到自首期限已過，才將積壓而“逾期”未自首的名單呈辦邀功，包括姚勇來、姚勇來妹妹、乃至以後的《新生報》副總編輯單建周、路世坤、童尚經等人，都是金賡的邀功。姚勇來、沈嫄璋被檢舉在福建當記者時曾參加過讀書會，但是調查局副處長李世傑認為不可信而將公文簽結。蔣經國為部署接班需先掌控情治單位，因此在調查局內先引發整肅鬥爭。沈之岳接任局長後，蔣海溶一派被鬥倒失勢，《新生報》也受連累。調查局為整肅李世傑、蔣海溶，以此為由先逮捕李世傑，指控其為潛伏匪諜，再分別騙沈嫄璋說二女兒生病，讓她到台中才由調查局約談，丈夫姚勇來則在台北被捕。
1966年，姚勇來夫婦被監禁在三張犁的調查局第一留置室內逼供。當時，姚勇來已結婚的長女，得知父母雙雙被抓，立即在表叔的陪同下，到調查局找蔣海溶處長要人，但無效。姚勇來夫婦因為不肯誣咬蔣海溶、李世傑是共產黨而遭刑求。其中，沈嫄璋被扒光全身的衣服，「在房子對角拉上一根粗大的麻繩，架著她騎在上面，走來走去。沈嫄璋哀號和求救，連廚房的廚子都落下眼淚。那是一個自有報業史以來，女記者受到最大的羞辱和痛苦，當她走到第三趟...」私處血流如注，最後死在留置室。
調查局對外宣稱沈嫄璋畏罪自殺，再將沈嫄璋屍體布置成自縊狀。學過醫的姚勇來如此寫下妻子的死狀：「沈嫄璋右頰骨下有巴掌大的紫青，嘴巴微張，嘴唇發黑，舌頭未露出，左頸下有明顯勒痕……一切都指出她不是自縊身亡，而是被刑求致死。」姚勇來被押去為亡妻更衣、化妝。在大雨的黑夜裏，屍體被軍車載到六張犁公墓埋葬。

## 身後
沈嫄璋一死，特務機關就把姚勇來夫妻在中正西路《中央日報》總社對街的獨門獨院宅第賞給金賡。新聞界同業高拜石則替沈嫄璋親自寫墓碑。
姚勇來移送新店看守所（今景美人權文化園區）後，在面會之時才告知大女兒有關母親的死訊。事隔多年之久，他不能記埋葬處，只記得後面有一位王姓兒童的墓碑。大女兒離開看守所立刻前往六張犁公墓，在墳山上尋找亡母之墳，由日正當中尋至黃昏、日落，才尋到一個沒有立墓碑的墳，墳後正是王姓兒童的墳墓。大女兒帶著妹妹們前往母親的墳墓，獻上了沈嫄璋生前所最愛的紅玫瑰並為其祈禱。
其他蔣海溶派成員也多遇害，姚勇來之妹姚明珠醫師與在空軍服務的丈夫薛介民上校雙雙被處決。蔣海溶底下的副處長李世傑、跟其他兩名處長、兩名副處長都被關進牢。單建周被逼跳樓。蔣海溶後來因蔣宋美齡關切，被送回台北重審，結果他也被聲稱在獄中上吊自殺。
沈嫄璋的女兒因被認為是匪諜之女，在臺灣難以找工作。姚勇來原判十五年，因大赦而提前五年出獄，踏出看守所時已白髮蒼蒼、彎腰駝背。他出來第一件事是和女兒驅車至六張犁公墓，在百草叢生的墓地中，喚著愛妻：「嫄璋，嫄璋啊！我來看妳啦！」女兒們跪下擁抱著父親大哭。
姚勇來被出獄後在頂好市場後巷的香江大廈當管理員兼賣香菸，曾捲入五二四事件坐牢的《聯合報》影劇記者戴獨行常去看他。姚勇來曾寫了一封信給曾為福建《中央日報》同事、時任臺灣《中央日報》社長時的姚朋，希望回到報社工作，但那封信如石沉大海。1990年代，姚勇來去世。
在《1950仲夏的馬場町》歷史圖片集新書發表會，沈嫄璋女兒姚沐棋仍坐在電視機前，哭著看著作家柏楊提到母親受刑。
柏楊、李世傑、鍾謙順、許曹德等臺灣白色恐怖受害者的回憶錄也都記載沈嫄璋之死，也被歐陽劍華畫為作品。《風聲》劇組依據《柏楊回憶錄》將沈嫄璋所受的繩刑，放入電影中周迅被刑求的橋段。周迅拍完這個角色就哭了，說：「雖然有很多保護措施，大腿受了些皮外傷，但一想到當時的特工要受這種痛苦，便覺得心寒。我看到麻繩刮了毛，想到那種刺痛、火辣，錐心地難受。」

## 相關影視
- 风声 (电影)

## 外部連結
- 省政女記者遭刑死 恐怖時代含冤仍未白 | 新頭殼 Newtalk （页面存档备份，存于）